# Machangulo
Machangulo é uma península no sudoeste de Moçambique. A sua costa oriental, banhada pelas águas do Oceano Índico, ultrapassa os 20 km de extensão, com praias de areia fina e dunas compostas por calcarenitas. A costa ocidental bordeja a Baía de Maputo. Administrativamente, forma o posto administrativo de Machangulo, parte do distrito de Matutuíne.
No extremo norte, separada pelo Canal de Santa Maria, encontra-se a ilha de Inhaca, continuação geológica da península.
A área total de Machangulo ultrapassa os 10.000 hectares e faz fronteira, no sul, com o Parque Nacional de Maputo, anteriormente conhecido como Reserva Natural de Maputo e Reserva de Elefantes de Maputo.
Machangulo faz parte do complexo Maputo-Machangulo. Foram propostas medidas de gestão para a área destinada a promover a pesca sustentável e a reduzir a sobrepesca; estabilização das florestas de manguezais; gestão da água; promover o ecoturismo; estabilização das dunas; e diminuição da mortalidade das espécies ameaçadas, em particular das tartarugas marinhas. Em 1992, as Nações Unidas colocaram toda a faixa costeira sul de Moçambique, incluindo Machangulo, numa lista dos 200 ecossistemas mais extraordinários do mundo.

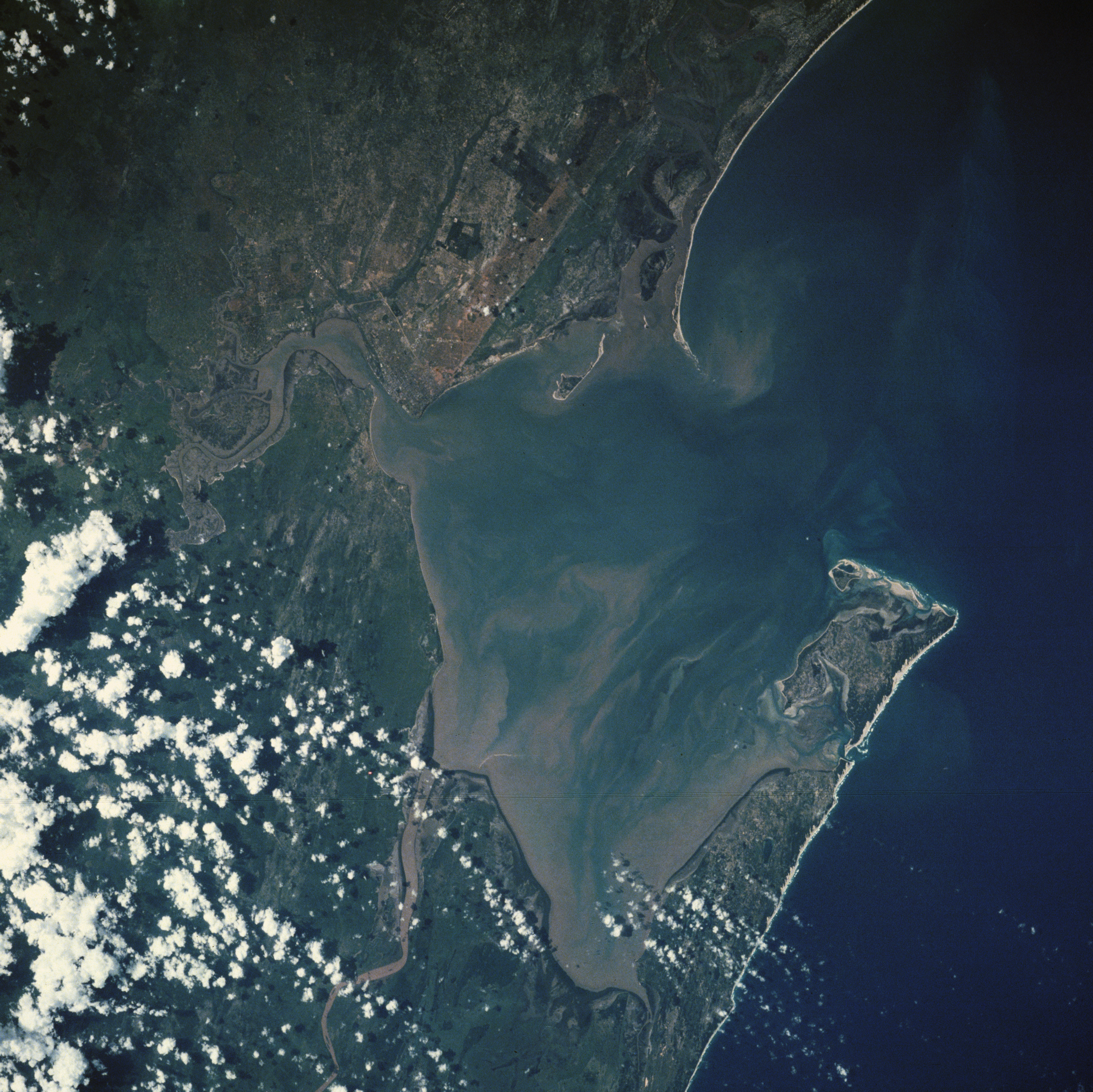
Imagem de satélite da baía de Maputo, vendo-se a península de Machangulo e a ilha Inhaca